# Sondra (Gattung)
Sondra ist eine Spinnen-Gattung aus der Familie der Springspinnen (Salticidae). Die Gattung ist in Australien verbreitet. Sie lebt in den Regenwäldern auf dem Boden in abgefallenem Laub. 

## Beschreibung
Die Arten der Gattung Sondra sind eher kleine Springspinnen, wenige Millimeter bis unter einen Zentimeter lang. Der Körper ist langgestreckt, das Augenfeld nimmt rund die Hälfte der Oberseite des Carapax ein. Zwei Augenpaare sind nach vorne gerichtet, das vordere mittlere Augenpaar ist am größten. Die hinteren lateralen und medianen Augen liegen ungefähr gleich weit voneinander entfernt am Rand des Carapax. Dieser ist eher schachtelförmig als birnenförmig wie bei den anderen Gattungen. Die Augen haben keine auffällig gefärbte Einfassung.
Die Körperfärbung ist meist dunkelbraun bis graubraun, die Weibchen haben bei einigen Arten einen dunkelorangen Mittelstreifen auf dem Cephalothorax.
Die Kieferklauen tragen zwei Reihen von Zähnchen, Sondra gehört daher zur Gruppe der Pluridentati innerhalb der Springspinnen. Das erste Beinpaar ist nicht wesentlich länger als das zweite. 
Das Palpalorgan der Männchen ist birnenförmig, der Embolus krummdolchartig und zugespitzt. An den Tibien der Palpen befindet sich je ein geweihartig verzweigter oder gelappter Fortsatz. Diese komplizierten Formen sind typisch für die Gattung Sondra, während andere Gattungen oft nur eine Verdickung oder einen Dorn an dieser Stelle besitzen. Die Epigyne der Weibchen trägt hinten einen Lobus.

## Verbreitung
Alle Arten der Gattung Sondra sind in Australien beheimatet. Ihre Verbreitung ist abhängig von den klimatischen Zonen des Kontinents. Neun Arten kommen nur im Bundesstaat Queensland vor, drei nur in Neu-Süd-Wales, Sondra nepenthicola ist in beiden Bundesstaaten verbreitet. Sondra samambrayi wurde bisher nur im Bundesstaat South Australia gefunden, Sondra tristicula in Western Australia. Viele Arten sind nur in einem sehr kleinen Gebiet endemisch.

## Arten
Die Gattung Sondra umfasst seit dem Jahr 2002 15 Arten:
- Sondra aurea (L. Koch, 1880) (New South Wales), früher Astia aurea bzw. Arasia aurea
- Sondra bickeli Zabka, 2002 (New South Wales)
- Sondra bifurcata Wanless, 1988 (Queensland)
- Sondra brindlei Zabka, 2002 (New South Wales)
- Sondra bulburin Wanless, 1988 (Queensland)
- Sondra convoluta Wanless, 1988 (Queensland)
- Sondra damocles Wanless, 1988 (Queensland)
- Sondra excepta Wanless, 1988 (Queensland)
- Sondra finlayensis Wanless, 1988 (Queensland)
- Sondra littoralis Wanless, 1988 (Queensland)
- Sondra nepenthicola Wanless, 1988 (Queensland, New South Wales)
- Sondra raveni Wanless, 1988 (Queensland)
- Sondra samambrayi Zabka, 2002 (South Australia)
- Sondra tristicula (Simon, 1909) (Western Australia), früher Astia tristicula
- Sondra variabilis Wanless, 1988 (Queensland)

## Systematik und Taxonomie
Die Gattung Sondra gehört zu einer verwandtschaftlichen Gruppierung innerhalb der Springspinnen um die Gattung Astia, die 1901 von Simon unter dem Namen Astieae vorgestellt worden war. 1988 unterzog Fred R. Wanless diese Gruppe einer Revision und errichtete mehrere neue Gattungen, darunter die Gattung Sondra. Typus der Gattung ist Sondra nepenthicola. In der gleichen Arbeit fügte er dieser Gattung zehn neue Arten hinzu. Marek Żabka beschrieb 2002 drei weitere neue Arten und stellte auch die von L. Koch als Astia aurea erstbeschriebene und von Wanless der Gattung Arasia zugeordnete A. aurea in die Gattung Sondra.